# The Association
Pour les articles homonymes, voir Association.
The Association est un groupe américain de pop music originaire de Californie, formé en 1965, dans le style sunshine pop. Pendant les années 1960, il obtient de nombreux hits placés proche de la tête du classement du Billboard et est le premier groupe à se produire sur la scène du Festival pop de Monterey en 1967.

## Histoire
Jules Alexander (né le 25 septembre 1943, à Chattanooga, Tennessee) était à Hawaii en 1962 dans la marine où il rencontre Terry Kirkman (né le 12 décembre 1939, à Salina, dans le Kansas). Les deux jeunes musiciens ont promis de se réunir une fois Alexander libéré de la marine. En 1963, les deux hommes déménagent à Los Angeles et commencent à explorer la scène musicale de la ville.
À la suggestion de Kirkman, ils prennent le nom de The Association. Le line up original se composait d'Alexander (en utilisant son prénom, Gary, sur les 2 premiers albums) au chant et à la guitare; Kirkman au chant et une variété d'instruments à vent, cuivres et percussions, Brian Cole (en) (né le 8 septembre 1942, à Tacoma, dans l'État de Washington, et mort le 2 août 1972) au chant, basse et instruments à vent; Russ Giguère (né le 18 octobre 1943, à Portsmouth, New Hampshire) au chant et à la guitare, et Ted Bluechel, Jr. (né le 2 décembre à San Pedro, en Californie) à la batterie, la guitare, la basse et au chant, et Bob Page (né le 13 mai 1943) à la guitare, au banjo et au chant. Toutefois, Page a été remplacé par Jim Yester (né le 24 novembre 1939, à Birmingham, Alabama) au chant, guitare, claviers.

## Discographie

### Albums Studios
- And Then... Along Comes The Association - Valiant VLM-5002/VLS-25002 (#5, 1966)

Reissued in 1967 on Warner Bros. W-1702/WS-1702
- Renaissance - Valiant VLM-5004/VLS-25004 (#34 1967)

Reissued in 1967 on Warner Bros. W-1704/WS-1704
- Insight Out - Warner Bros. W-1696/WS-1696 (#8, 1967)
- Birthday - Warner Bros. W-1733/WS-1733 (#23, 1968)
- The Association - Warner Bros. WS-1800 (#32, 1969)
- Stop Your Motor - Warner Bros. WS-1927 (1971)
- Waterbeds in Trinidad! - Columbia KC-31348 (1972)
- Vintage - CBS Special Products BT-19223 (1983)
- The Association 95: A Little Bit More - Track Records (1995)

### Autres
- Greatest Hits - Warner Bros. WS-1767 (#4, 1968)
- Goodbye, Columbus (Soundtrack) - Warner Bros. WS-1786 (#99, 1969)
- The Association Live - Warner Bros. 2WS-1868 (#79, 1970)
- Just the Right Sound - The Anthology 1966-1981 (Double CD, released in 2002 as Warner Bros. / Rhino R2 78303, including two previously unreleased outtakes ('The Machine', 'Better Times') from 1966. An import variation also includes the outtake 'Caney Creek')
- New Memories - Hitbound Records 51-3022 (1983) (by various artists, including The Association, Bobby Vee, Mary McGregor and Mike Love)

### Singles
| A-Side / B-Side Titles B-sides correspond to same album as A-sides except where indicated            | Label & No.       | Year | Billboard    | Cashbox | Album                                  |
| --- | ----------------- | ---- | ------------ | ------- | -------------------------------------- |
| "Babe, I'm Gonna Leave You" b/w "Baby, Can't You Hear Me Call Your Name"                             | Jubilee 5505      | 1965 | -            | -       | Non-album tracks                       |
| "One Too Many Mornings" b/w "Forty Times"                                                            | Valiant 730       | 1965 | -            | -       | Non-album tracks                       |
| "Along Comes Mary" b/w "Your Own Love"                                                               | Valiant 741       | 1966 | #7           | #9      | And Then...Along Comes The Association |
| "Cherish" b/w "Don’t Blame It on Me"                                                                 | Valiant 747       | 1966 | #1           | #1      | And Then...Along Comes The Association |
| "Pandora's Golden Heebie Jeebies" b/w "Standing Still" (from And Then...Along Comes The Association) | Valiant 755       | 1966 | #35          | #26     | Renaissance                            |
| "No Fair at All" b/w "Looking Glass"                                                                 | Valiant 758       | 1967 | #51          | #53     | Renaissance                            |
| "Windy" b/w "Sometime"                                                                               | Warner Bros. 7041 | 1967 | #1           | #1      | Insight Out                            |
| "Never My Love" / "Requiem for the Masses"                                                           | Warner Bros. 7074 | 1967 | #2 / #100    | #1      | Insight Out                            |
| "Everything That Touches You" b/w "We Love Us" (from Insight Out)                                    | Warner Bros. 7163 | 1968 | #10          | #11     | Birthday                               |
| "Time for Livin'" b/w "Birthday Morning"                                                             | Warner Bros. 7195 | 1968 | #39 [#27-AC] | #22     | Birthday                               |
| "Six Man Band" b/w "Like Always" (from Birthday)                                                     | Warner Bros. 7229 | 1968 | #47          | #29     | Greatest Hits                          |
| "Goodbye Columbus" b/w "The Time It is Today" (from Birthday)                                        | Warner Bros. 7267 | 1969 | #80 [#22-AC] | #78     | Goodbye Columbus soundtrack            |
| "Under Branches" b/w "Hear in Here" (from Birthday)                                                  | Warner Bros. 7277 | 1969 | #117         | -       | The Association                        |
| "Yes, I Will" b/w "I Am Up For Europe"                                                               | Warner Bros. 7305 | 1970 | #120         | -       | The Association                        |
| "Dubuque Blues" b/w "Are You Ready"                                                                  | Warner Bros. 7349 | 1970 | -            | #84     | The Association                        |
| "Just About the Same" b/w "Look At Me, Look At You" (from The Association)                           | Warner Bros. 7372 | 1970 | #106         | #91     | Non-album track                        |
| "Along the Way" b/w "Traveler’s Guide"                                                               | Warner Bros. 7429 | 1970 | -            | -       | Stop Your Motor                        |
| "P.F. Sloan" b/w "Traveler's Guide"                                                                  | Warner Bros. 7471 | 1971 | -            | -       | Stop Your Motor                        |
| "Bring Yourself Home" b/w "It’s Gotta Be Real"                                                       | Warner Bros. 7515 | 1971 | -            | -       | Stop Your Motor                        |
| "That’s Racin’" b/w "Makes Me Cry" (alternate title for "Funny Kind of Song")                        | Warner Bros. 7524 | 1971 | -            | -       | Stop Your Motor                        |
| "Darlin' Be Home Soon" b/w "Indian Wells Woman"                                                      | Columbia 45602    | 1972 | #104         | #90     | Waterbeds In Trinidad!                 |
| "Come the Fall" b/w "Kicking the Gong Around"                                                        | Columbia 45654    | 1972 | -            | -       | Waterbeds In Trinidad!                 |
| "Names, Tags, Numbers and Labels" b/w "Rainbows Bent" (from Waterbeds In Trinidad)                   | Mums 6061         | 1973 | #91 [#27-AC] | #85     | Non-album tracks                       |
| "One Sunday Morning" b/w "Life Is a Carnival"                                                        | RCA 10217         | 1975 | -            | -       | Non-album tracks                       |
| "Dreamer" b/w "You Turn the Light On"                                                                | Elektra 47094     | 1981 | #66 [#17-AC] | -       | Non-album tracks                       |
| "Small Town Lovers" b/w "Across the Persian Gulf"                                                    | Elektra 47146     | 1981 | -            | -       | Non-album tracks                       |